# Thibar
Thibar o Tibar (àrab: تيبار, Tībār) és una ciutat de Tunísia a la governació de Béja, situada uns 42 km al sud-oest de la ciutat de Béja. Es troba a la part nord de la vall del Oued Sidi Salem, al sud de la qual hi ha Teboursouk, a l'extrem occidental de les muntanyes Teboursouk. A uns 15 km a l'est hi ha l'embassament de Sidi Salem. La ciutat té aproximadament a l'entorn dels quatre mil habitants i és capçalera d'una delegació amb una població d'11.290 habitants al cens del 2004.

## Administració
És el centre de la delegació o mutamadiyya homònima, amb codi geogràfic 21 56 (ISO 3166-2:TN-12), dividida en quatre sectors o imades:
- Tibar (21 56 51)
- Djebba (21 56 52)
- Aïn Ed-Defali (21 56 53)
- En-Nechima (21 56 54)

Al mateix temps, des de l'11 de setembre de 2015 forma una municipalitat o baladiyya (codi geogràfic 21 19), constituïda pel decret governamental núm. 2015-1268.